# مسجد أبو المكارم الزغل
مسجد أبو المكارم الزغل هو أحد مساجد مدينة القاهرة الحديثة الشهيرة, ويقع بشارع صلاح سالم أسفل كوبري الفردوس. واقترن اسم المسجد بعزاء وجنازات الشخصيات الشهيرة في مصر. سمي المسجد تيمناً باسم عائلة أبو المكارم الزغل من رواد صناعة وتجارة النسيج بمصر.